# Salix lamashanensis
Salix lamashanensis — вид квіткових рослин із родини вербових (Salicaceae).

## Морфологічна характеристика
Це карликовий кущ. Гілочки почорнілі, голі. Листкова ніжка 5–10 мм; листкова пластинка зворотно-ланцетна, 4–6 × 0.5–1.2 см, запушена в молодості, потім ± гола, абаксіально (низ) сірувато-біла, адаксіально зелена, край розріджено-пилчастий, верхівка загострена. Жіноча сережка яйцюватої форми, ≈ 1 см. Коробочка жовтувата, вовниста.

## Середовище проживання
Юньнань. Населяє ліси на затінених схилах гір; на висотах 2700–3500 метрів.